# RBU-6000

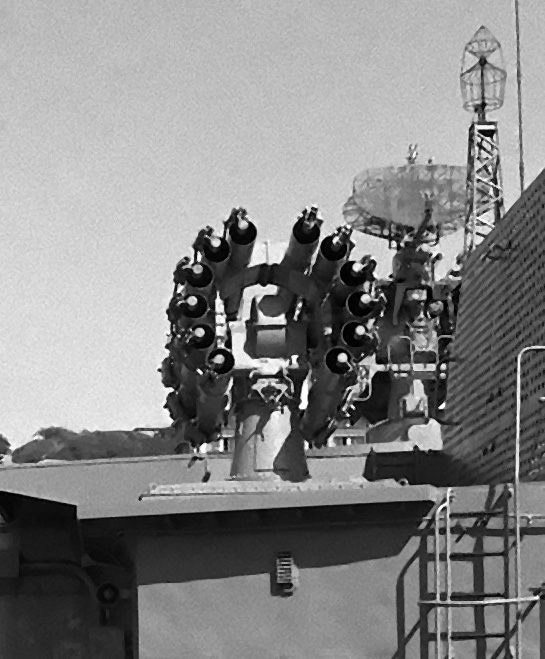
Un lance-roquettes RBU-6000 sur un destroyer de la classe Udaloy.

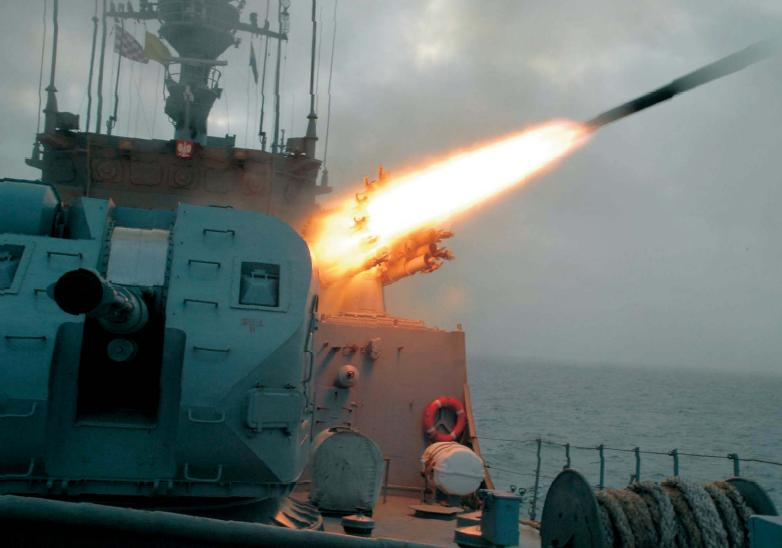
RBU-6000 lançant des charges de profondeur à partir du Kaszub de la marine polonaise.

Le RBU-6000 « Smerch-2 » (en russe : « РБУ-6000 Смерч-2 », « Смерч » signifiant « cyclone ») est un lance-roquettes anti-sous-marins de calibre 213 mm soviétique. Dans son principe, il est similaire au système Hérisson (Hedgehog) utilisé par la Royal Navy anglaise pendant la Seconde Guerre mondiale.

## Description
Ce système est entré en service en 1960 et 1961 pour équiper une large gamme de bâtiments de surface de la marine soviétique. Il consiste en une batterie en forme de U de 12 tubes de lancement, commandés à distance par un système de mise à feu Burya (en russe : « Буря », orage), qui équipe également le RBU-1000 de plus courte portée. Le RBU-6000 lance des charges de profondeur non guidées RGB-60. Les roquettes sont normalement lancées par salve de 1, 2, 4, 8 ou 12 projectiles. Le rechargement est automatique, chaque projectile étant introduit dans son lanceur à partir d'un magasin placé sous le pont par un système de chargement 60UP. La capacité type d'un magasin est de 72 ou 96 projectiles par lanceur.
Le RBU-6000 peut également être utilisé comme système de bombardement en direction de la terre ferme.
Le RPK-8 est une amélioration du RBU-6000, qui tire des roquettes 90R à guidage actif dans l'eau. Ceci lui permet de se guider vers sa cible jusqu'à 1 000 mètres de profondeur. La tête est une charge de 19,5 kg qui lui permet de percer la coque d'un sous-marin. Il peut aussi être utilisé contre des nageurs sous-marins ou des torpilles. Le temps de réponse du système est donné pour 15 secondes et la probabilité d'atteinte de la première salve est de 0,8. 
Le RBU-6000 était le modèle de lance-roquettes anti-sous-marins le plus répandu dans la marine soviétique, et utilisé sur de nombreux types de navire de la marine russe en 2024.
Le système a aussi été utilisé comme batterie sol-mer, à l'entrée de la baie d'Oura-Gouba. Cette utilisation unique n'a pas cependant bénéficié d'une attention continue, les différents appareils sont aujourd'hui, hors d'usage.
Depuis le 23 septembre 2023, il est vu employé durant la guerre d'Ukraine depuis un camion 6x6 et des blindés MT-LB. Des vidéos le montrent en janvier 2024 installé sur des châssis de chars T-80.

## Spécifications techniques
Lanceur
- Masse : 3 100 kg (à vide)
- Longueur : 2,00 m
- Hauteur : 2,25 m
- Largeur : 1,75 m
- Élévation : de -15° à +60°
- Débattement : 180°
- Vitesse angulaire : 
  - Mode automatique : 30°/s
  - Mode manuel : 4°/s
- Conditions météo : utilisable jusqu'à mer de force 8 (très grosse).

Projectile RGB-60 (РГБ-60)
- Masse : 110 kg
- Tête : 25 kg
- Diamètre : 213 mm
- Longueur : 1,83 m
- Portée : de 350 à 5 800 m
- Vitesse de vol : 300 m/s
- Profondeur : de 10 à 500 m
- Vitesse de plongée : 11,5 m/s

Projectile 90R (90Р)
- Masse : 112,5 kg
- Tête : 19,5 kg
- Diamètre : 213 mm
- Longueur : 1,83 m
- Portée : de 600 à 4 300 m
- Rayon effectif : 130 m
- Profondeur : 
  - Sous-marins : de 0 à 1 000 m
  - Torpilles et plongeurs : de 4 à 10 m

## Bâtiments équipés
Classes de navires équipés de RBU-6000 (liste non exhaustive) :
- Croiseurs de la classe Slava (projet 1164)
- Corvettes de la classe Grisha (projet 1124)
- Croiseurs de la classe Kara (projet 1134B)
- Destroyers de la classe Kachine (projet 61)
- Corvette Kaszub (projet 620)
- Frégates de la classe Koni (projet 1159)
- Croiseurs de la classe Kresta I (projet 1134)
- Croiseurs de la classe Kresta II (projet 1134A)
- Frégates de la classe Krivak (projet 1135)
- Destroyers de la classe Kotline (projet 56K / A/ AE)
- Frégates de la classe Neustrashimy (projet 1154)
- Corvettes de la classe Parchim (projet 133.1)
- Corvettes de la classe Poti (en) (projet 204)
- Frégates de la classe Shivalik (projet 17)
- Destroyers de la classe Udaloy (projet 1155)
- Corvettes anti-sous-marines projet 28
- Corvettes de la classe Kapitan Pattimura